# Mumbai Metro
Mumbai Metro (Marathi: मुंबई मेट्रो) is de metro en een openbaarvervoernetwerk van en in Mumbai, India. Het netwerk werd geopend in 2014. Het netwerk bestaat sinds april 2022 uit drie lijnen, en meerdere lijnen zijn in aanbouw of gepland.

## Lijnen
| Lijn          | Terminals                        | Geopend (laatste uitbreiding) | Lengte   | Stations |
| ------------- | -------------------------------- | ----------------------------- | -------- | -------- |
| 1 Blue Line   | Versova – Andheri – Ghatkopar    | 2014 (2014)                   | 10,82 km | 12       |
| 2 Yellow Line | Dahisar - Charkop - Andheri West | 2022 (2022)                   | 18,5 km  | 9        |
| 7 Red Line    | Dahisar (East) - Bandra (East)   | 2022 (2022)                   | 16,5 km  | 10       |